# Brzozowiec (Basses-Carpates)
Pour les articles homonymes, voir Brzozowiec.
Brzozowiec est une localité polonaise de la gmina de Zagórz, située dans le powiat de Sanok en voïvodie des Basses-Carpates.